# Ivar Stavast
Ivar Stavast (* 13. Januar 1998 in Sittard) ist ein niederländischer Handballspieler.

## Karriere

### Im Verein
Er begann das Handballspielen beim HV Sittardia. Weiter spielte er in seiner Heimat für die Limburg Lions. 2019 wechselte er zum deutschen Zweitligisten ASV Hamm-Westfalen. Im Januar 2020 wurde sein Vertrag einvernehmlich aufgelöst, da er über ein Doppelspielrecht in der 3. Liga spielen sollte, was er aber nicht wollte. Für die restliche Saison 2019/20 war er vereinslos. Seit 2020 spielt er für den HC Elbflorenz in der 2. Bundesliga.

### In Auswahlmannschaften
Im Dezember 2016 gab er sein Debüt für die A-Nationalmannschaft der Niederlande gegen Südkorea. Er nahm an der Europameisterschaft 2022 und der Weltmeisterschaft 2023 teil. Er stand im Kader für die Europameisterschaft 2024 und belegte mit den Niederlanden den 12. Platz. Bei der Weltmeisterschaft 2025 warf er 16 Tore in sechs Spielen und belegte mit dem Team den 12. Platz.